# 札幌丘珠事件
札幌丘珠事件（さっぽろおかだまじけん）とは、1878年（明治11年）1月11日から1月18日にかけて北海道の石狩国札幌郡札幌村大字丘珠村（現在の札幌市東区丘珠町）で発生した熊害事件。
冬眠から目を覚ましたエゾヒグマが猟師や開拓民の夫婦を襲い、死者3名、重傷者2名を出した。記録されたものとしては日本史上4番目に大きな被害となった熊害事件である。

## 事件の経緯
事件当時の札幌は和人の定住者が現れてから20年あまり、市街地の整備や農地の開墾は急ピッチで進められていたものの、市域を少し出れば原始そのままの大森林や草原に覆われていた。人口は、現在の札幌市中心部にあたる「札幌区」で3,000人、後に札幌市に組み込まれることになる周辺の農村すべての人口を合計しても、8,000人に満たなかった。

### 第一の事件

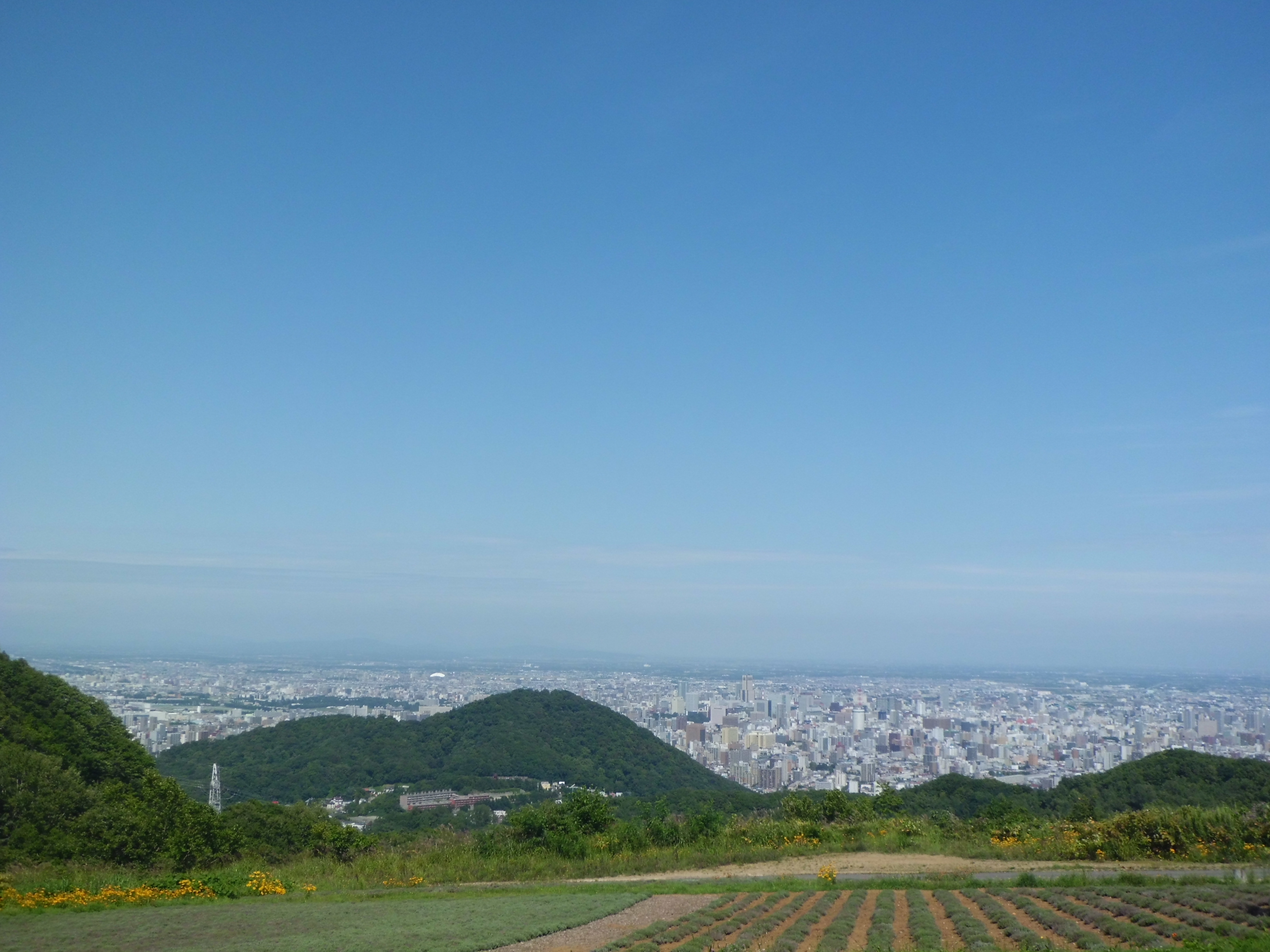
札幌市中央区、幌見峠から望む円山。奥は現在の札幌市街

1878年（明治11年）1月11日、爾志通（現在の札幌市中央区南2条）在住の猟師・蛭子勝太郎が郊外の円山山中で、冬眠中のヒグマを発見した。早速狩ろうと試みたものの撃ち損ねてしまい、逆襲を受けた勝太郎は死亡した。冬眠を妨げられたヒグマは、飢えて札幌の市街地を駆け抜けたため、17日、札幌警察署警察吏の森長保が指揮を執る駆除隊が急遽編成された。

明治初期の平岸村（現在の札幌市豊平区平岸）。切り拓かれかけた森の中に小屋が点在している。

同日、豊平川の川向こうに当たる平岸村（現在の札幌市豊平区平岸）で件のヒグマを発見し、追撃を開始する。しかしヒグマは月寒村（現在の豊平区月寒）、白石村（現在の札幌市白石区）と逃走。再度豊平川に向かうルートを取ったため、駆除隊も雪上に残る足跡を頼りに後を追う。そして再度豊平川を渡り、雁来（現在の札幌市東区東雁来）までは確認したが、猛吹雪のため見失ってしまった。これらの地は現在でこそ一面の住宅街だが、当時は畑が拓かれ始めたばかりの大森林地帯だった。

### 第二の事件

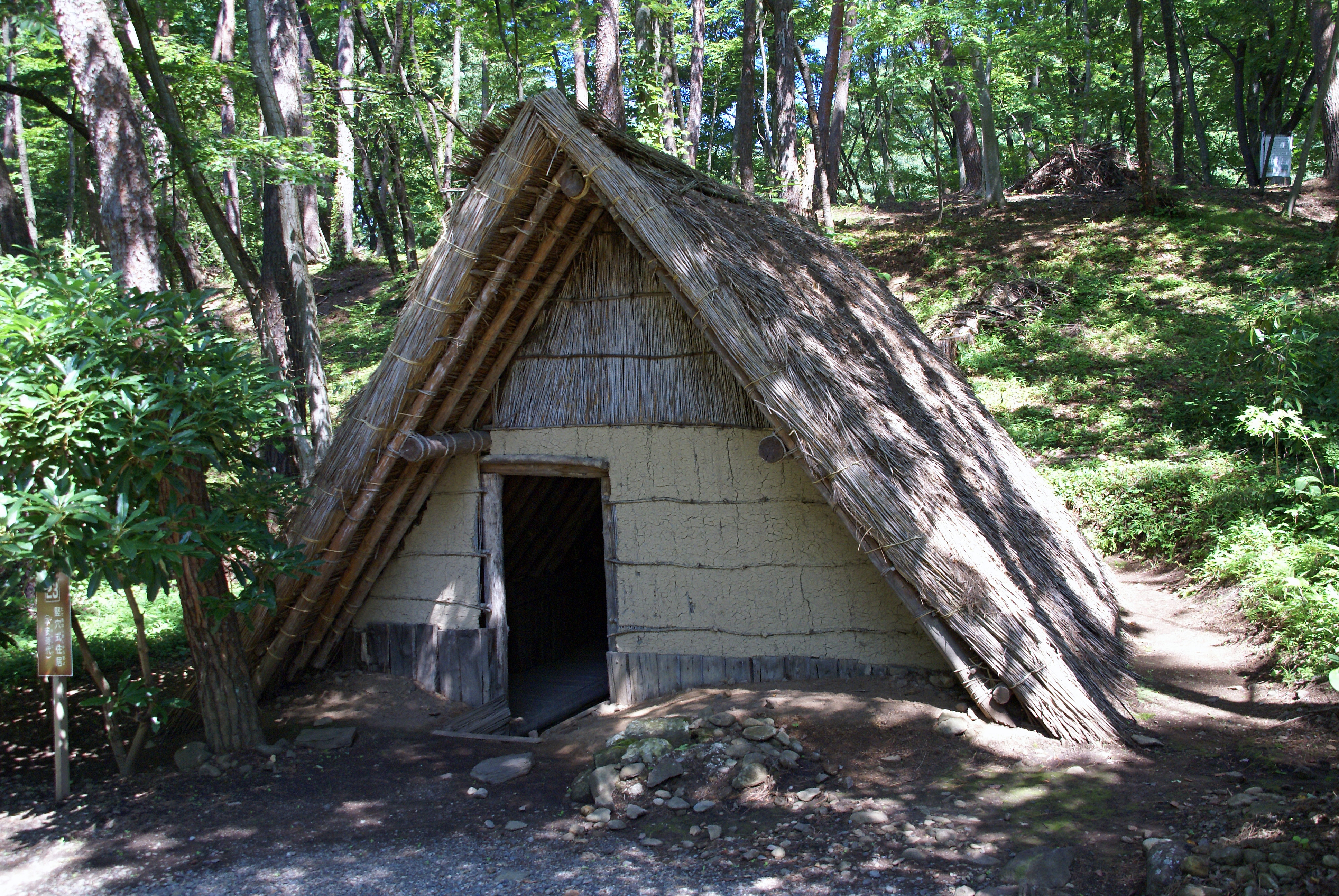
犠牲になった堺一家の家屋は、俗に「拝み小屋」と呼ばれる形式の簡素な小屋だった

札幌区の北東に位置する丘珠村（現在の札幌市東区丘珠町）。地名の「おかだま」は、アイヌ語の「オッカイ・タㇺ・チャラパ」（男が刀を落としたところ）に由来する。この地は後に伏籠川の自然堤防が育んだ良質な土壌を生かしたタマネギ栽培で名を成すことになるが、当時は古木が延々と連なる森林地帯が広がっていた。その中に細々と拝み小屋を結ぶ数百人ほどの村民たちは、その多くが札幌区に売り出す木炭の製造で生計を立てていた。明治4年ころこの地に入植した堺倉吉（事件当時、44歳）と妻・リツ（事件当時、36歳）の夫婦もそのような開拓民だった。リツはもともと南部の生まれで19歳の折に「蝦夷地」に渡って倉吉と結ばれるものの箱館戦争の混乱に巻き込まれ内地に戻ることはかなわず、結局、夫婦で丘珠に入植したのだった。二人は周囲の村民同様に寒風舞い込む拝み小屋の生活に耐えつつ、炭を焼いては札幌区に売り出す生活に勤しむ。やがて夫妻には待望の長男・留吉が生まれ、貧しい生活にも燭光が灯りつつあった。
17日深夜、円山から白石、そして雁来へと逃走を重ねた件のヒグマが、突如として堺一家の小屋を襲ったのである。異変を察知して起き出した倉吉は、筵の戸を掲げたところで熊の一撃を受けて昏倒。妻・リツは幼い留吉を抱いて咄嗟に逃げ出したものの、後頭部にヒグマの爪を受けてわが子を取り落してしまった。リツは頭皮をはぎ取られる重傷を受けつつ、伏籠川対岸の雇い人・石澤定吉に助けを求めるが、その間にヒグマは雪原に投げ出された留吉を牙に掛けていた。結果として倉吉と留吉が食い殺され、リツと雇い人は重傷を負った。
18日昼、件のヒグマは駆除隊によって付近で発見され、射殺された。駆除に功のあった佐々木直則、渋谷永貞、武田守約の3人には、日当50銭のほか特別手当として2円が支給された。

### 被害者の性別と内訳
『札幌事件簿』はじめ従来に流布していた書籍の記述では、加害熊が丘珠村の堺一家を襲ったおりの死者、重傷者は「死亡：堺倉吉、留吉」「重傷：リツ、雇人（女性）」とされていた。だが近年、北海道公文書館『開拓使公文録』の『明治十一年　長官申届上申書録』より次の文章が発見された。
上記の文章によれば、丘珠村の惨事での被害者は「死亡：堺倉吉、留吉、雇人の酉蔵（男性）」「重傷：リツ、雇人の石澤定吉」で死者3名、重傷者2名になり、先の円山で死亡した蛭子勝太郎も加えれば死者4名、重傷者2名になる。

### 解剖の顛末
加害ヒグマはオスの成獣で、体長は1.9mもあった。警察署の前でしばらく晒し者にしたのち札幌農学校に運び込まれ、教授の指導のもと学生たちの手で解剖された。昭和8年（1933年）発行の『恵迪寮史』の記述によれば、その熊は全く脂肪がなかったという。おそらく冬眠に備えての食いだめができず、雪中では餌を求めることも叶わず、進退窮まった末に暴挙に及んだことは疑いない、と推察されている。
当時、札幌農学校の第一期生として同席した大島正健は、晩年の昭和12年（1937年）に口述筆記させた回顧録『クラーク先生とその弟子たち』において、加害熊解剖の顛末を物語っていた。
もう一人、解剖に参加した黒岩四方之進の回顧録が、大正15年（1926年）5月19日付の『小樽新聞』紙上に載せられている。
なお、解剖担当者の中には、農学校の2期生として入学した当時1年生だった新渡戸稲造もいた。

## その後

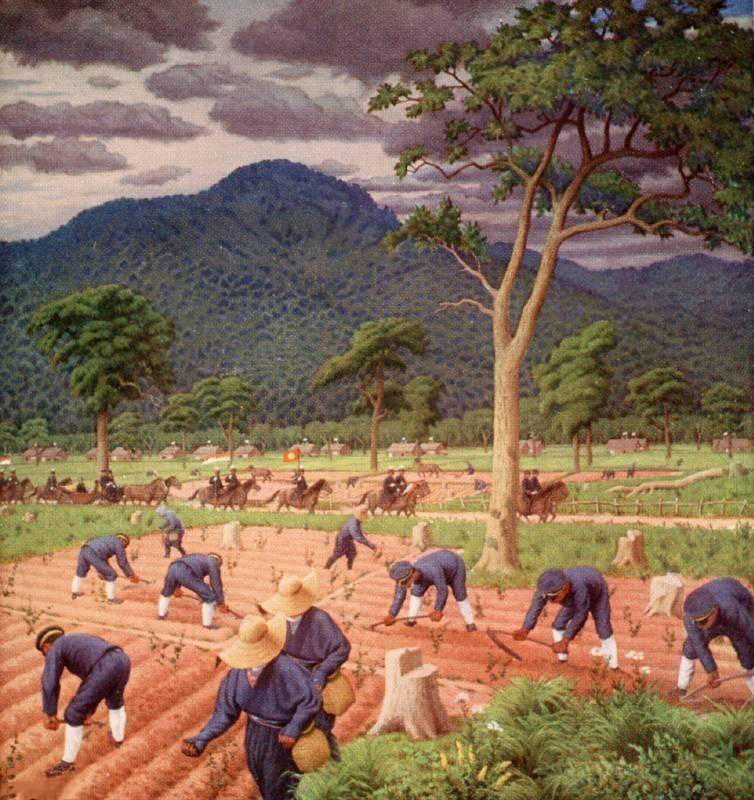
『北海道巡幸屯田兵御覧』（高村真夫筆）。明治14年9月1日、北海道行幸で山鼻屯田兵村（現在の札幌市中央区山鼻）を視察する明治天皇。天皇は午前中に山鼻屯田兵村に行幸し、同日午後3時前に開拓博物館で当事件の加害熊はじめ陳列品を観覧した

このヒグマの剥製は開拓史博物館に仮保存された。そして事件から3年後の明治14年（1881年）9月1日、北海道行幸中の明治天皇の「天覧」に浴した。昭和初期に記された『明治天皇御巡幸記』ではこの時の模様を「物産課長以下玄関前に奉迎、課長御先導、陳列品を天覧あらせらる。前年丘珠村にて民家に入り人を喰ひし熊の剥製は殊に共奉員等の注目を惹きしと云ふ」と記す。剥製は北海道産最古のものとなっている。その後、ヒグマの胃の内容物をアルコールに漬けて保存したものとともに、現在でも北海道大学植物園に保存されている。事件の跡地は札幌市立丘珠小学校の敷地となった。
夫と息子を失ったリツは長らく入院し、不憫に思った行政側は彼女が再婚するまで扶助していた。北海道博物館には、老境に至ったリツの写真が残されている。この写真が撮影された明治43年（1910年）、札幌の人口は8万人に達していた。

## 備考
当該事件が発生した地点の詳細は、札幌飛行場（丘珠空港）から徒歩5分程度の地点に現存している丘珠神社（北海道札幌市東区丘珠町183番地4にある神社）からさらに北北東の方角に徒歩15分程の位置である。